# Fox Interactive
Fox Interactive (también conocido como 20th Century Fox Games) fue una compañía interactiva dedicada a la conexión, informática, entretenimiento y otorga poder al consumidor con las experiencias más convenientes en línea, también es publicador y desarrollador de videojuegos principalmente basado en las propiedades de la compañía subsidiaria, 20th Century Fox. La compañía fue fundada en 1982 como Fox Video Games.

## Videojuegos
Fox Interactive ha tenido éxitos basados totalmente en propiedades de su empresa matriz, 20th Century Fox, tanto en PC como en otras consolas de videojuegos, tales como las series televisas Los Simpson, Family Guy, Futurama, The X-Files, Buffy the Vampire Slayer y Die Hard, las sagas filmícas de Alien y Predator, Avatar, Ice Age, etc. Fox Interactive también publicó títulos originales, como Croc: Legend of the Gobbos y No One Lives Forever.